# Valentin Bayer
Valentin Bayer, född 8 december 1999, är en österrikisk simmare.

## Karriär
Vid EM 2024 i Belgrad var Bayer en del av Österrikes lag som tog guld på 4×100 meter medley.